# Польманн, Вильгельм (вермахт)
Вильгельм Польманн (нем. Wilhelm Pohlmann, 1914—1943) — немецкий военнослужащий времён Второй мировой войны, кавалер рыцарского креста.

## Биография
Отличился в боевых вылазках против советских войск во время боёв за Ростов, за Белгород и за Харьков. Согласно публикациям нацистской прессы боевая группа Польманна нанесла значительный ущерб Красной армии: разгромила стрелковый полк, уничтожила или захватила 48 танков, 68 противотанковых орудий, 312 гранатомётов и пулемётов, а также 150 саней, взяла 172 пленных и убила на оккупированной территории более 1600 коммунистов. 14 марта 1943 награждён рыцарским крестом. В том же году состоял командиром боевой группыв батальоне сопровождения фюрера. Пропал без вести 10 октября 1943, его имя записано на одной из стел из натурального камня на военном кладбище, построенном Народным союзом Германии по уходу за военными захоронениями в Кропивницком.